# Gradska skupština Grada Zagreba
Gradska skupština Grada Zagreba predstavničko je tijelo građana Grada Zagreba koje donosi akte u okviru samoupravnog djelokruga Grada Zagreba te obavlja druge poslove u skladu sa zakonom i Statutom. Gradska skupština ima 47 zastupnika.

## Djelokrug rada
Gradska skupština
- donosi Statut Grada Zagreba
- donosi odluke i druge opće akte kojima uređuje pitanja iz samoupravnog djelokruga Grada Zagreba
- donosi gradski proračun, odluku o izvršavanju proračuna i odluku o privremenom financiranju u skladu sa zakonom
- donosi polugodišnji i godišnji izvještaj o izvršenju proračuna
- odlučuje o stjecanju i otuđivanju nekretnina i pokretnina te raspolaganju ostalom imovinom Grada Zagreba čija ukupna vrijednost prelazi 0,5% iznosa prihoda bez primitaka ostvarenih u godini koja prethodi godini u kojoj se odlučuje o stjecanju i otuđivanju nekretnina i pokretnina te raspolaganju ostalom imovinom Grada Zagreba, odnosno čija je pojedinačna vrijednost veća od 1 000 000 (jedan milijun) kuna
- donosi programe razvoja pojedinih djelatnosti i javnih potreba od značenja za Grad Zagreb
- donosi prostorne planove i druge dokumente prostornog uređenja u Gradu Zagrebu
- proglašava zaštićene dijelove prirode
- bira i razrješuje predsjednika i potpredsjednike Gradske skupštine
- donosi odluku o raspisivanju referenduma za opoziv gradonačelnika i njegovih zamjenika u skladu sa zakonom
- osniva radna tijela Gradske skupštine te bira i razrješuje njihove članove
- imenuje, bira i razrješuje druge osobe određene zakonom, drugim propisom, Statutom i odlukama, te daje suglasnosti na imenovanja, izbor i razrješenja kad je to određeno
- uređuje mjesnu samoupravu u skladu sa zakonom i ovim statutom
- donosi odluke i druge opće akte kojima se uređuju pitanja od značenja za nacionalne manjine
- uređuje ustrojstvo i djelokrug gradskih upravnih tijela
- osniva ustanove, trgovačka društva i druge pravne osobe za obavljanje komunalnih, društvenih, gospodarskih i drugih djelatnosti od interesa za Grad Zagreb te odlučuje o njihovim statusnim promjenama i preoblikovanjima, u skladu sa zakonom
- odlučuje o prestanku ustanova i drugih pravnih osoba u skladu sa zakonom
- odlučuje o stjecanju i prijenosu (kupnji i prodaji) dionica odnosno udjela u trgovačkim društvima, ako zakonom, ovim statutom, odnosno gradskom odlukom nije drukčije određeno
- odlučuje o prijenosu i preuzimanju osnivačkih prava u skladu sa zakonom i ovim statutom
- dodjeljuje koncesije u slučajevima određenim zakonom
- odlučuje o dugoročnom zaduživanju Grada Zagreba tj. o uzimanju kredita, zajmova i izdavanju vrijednosnih papira
- odlučuje o suglasnosti za dugoročno zaduživanje pravne osobe u većinskom vlasništvu ili suvlasništvu Grada Zagreba i ustanove čiji je osnivač Grad Zagreb sukladno zakonu
- odlučuje o jamstvu pravnoj osobi u većinskom vlasništvu ili suvlasništvu Grada Zagreba i ustanovi čiji je osnivač Grad Zagreb za ispunjenje njihovih obveza sukladno zakonu
- daje suglasnost na prijedloge financijskih planova izvanproračunskih korisnika i na polugodišnje i godišnje izvještaje o izvršenju tih financijskih planova
- razmatra stanje u djelatnostima od gradskog značenja u okviru samoupravnog djelokruga Grada Zagreba
- odlučuje o dodjeli Nagrade Grada Zagreba, Nagrade Zagrepčanka godine, Nagrade Luka Ritz – Nasilje nije hrabrost, proglašava počasne građane i prihvaća pokroviteljstvo
- odlučuje o podizanju, odnosno uklanjanju spomenika
- raspisuje izbore za članove vijeća gradskih četvrti i za članove vijeća mjesnih odbora
- raspisuje lokalni referendum za područje Grada Zagreba te saziva mjesne zborove građana
- odlučuje osnivanju udruženja lokalnih zajednica i pristupanju Grada Zagreba udruženjima lokalnih zajednica
- odlučuje o suradnji s drugim jedinicama lokalne i područne (regionalne) samouprave i o trajnom uspostavljanju prijateljske i druge suradnje s lokalnim i regionalnim jedinicama drugih država
- donosi Poslovnik o svom radu
- donosi pojedinačne i druge akte iz samoupravnog djelokruga u skladu sa zakonom i ovim statutom
- obavlja i druge poslove određene ovim statutom, zakonom i drugim propisima.

## Zastupnici

### Osvojeni mandati nalokalnim izborima 2025.
| kandidacijska lista | kandidacijska lista         | nositelj liste        | glasovi | %       | mandati |
| --- | --------------------------- | --------------------- | ------- | ------- | ------- |
| | Možemo! i partneri          | Tomislav Tomašević    | 121 999 | 43,66 % | 25 / 47 |
| Izabrani kandidati - 1. Tomislav Tomašević - 2. Danijela Dolenec - 3. Boris Lalovac - 4. Luka Korlaet - 5. Marina Ivandić - 6. Marija Lugarić - 7. Iva Ivšić - 8. Ivana Kekin - 9. Matej Mišić - 10. Damir Bakić - 11. Teodor Celakoski - 12. Tanja Sokolić - 13. Ankica Penava Pejčinović - 14. Tomislav Medak - 15. Joško Klisović - 16. Marta Kiš - 17. Tomislav Domes - 18. Sara Medved - 19. Dorotea Šafranić - 20. Suzana Dobrić - 21. Srđan Subotić - 22. Roman Karaturović - 23. Mauro Sirotnjak - 24. Snježana Prusec-Kovačić - 25. Goran Đulić |                             |                       |         |         |         |
| | HDZ i partneri              | Mislav Herman         | 42 174  | 15,09 % | 8 / 47  |
| Izabrani kandidati - 1. Mislav Herman - 2. Mario Župan - 3. Marko Periša - 4. Ivica Mesić - 5. Ante Deur - 6. Neven Mikša - 7. Tomislav Josić - 8. Ema Culi |                             |                       |         |         |         |
| | NL Marije Selak Raspudić    | Marija Selak Raspudić | 37 361  | 13,37 % | 7 / 47  |
| Izabrani kandidati - 1. Marija Selak Raspudić - 2. Damir Firšt - 3. Milka Rimac Bilušić - 4. Dragana Turkalj - 5. Kristina Tabak - 6. Josip Periša - 7. Mislav Krasić |                             |                       |         |         |         |
| | Zagreb United               | Davor Štern           | 20 133  | 7,20 %  | 4 / 47  |
| Izabrani kandidati - 1. Davor Štern - 2. Gabriela Bošnjak - 3. Trpimir Goluža - 4. Željko Uhlir |                             |                       |         |         |         |
| | Jedino Hrvatska! i partneri | Tomislav Jonjić       | 17 897  | 6,40 %  | 3 / 47  |
| Izabrani kandidati - 1. Tomislav Jonjić - 2. Zlatko Hasanbegović - 3. Tomislav Jelić |                             |                       |         |         |         |
| Izborno povjerenstvo Grada Zagreba |                             |                       |         |         |         |

### Sastav Skupštine na prvoj konstituirajućoj sjednici10. lipnja2025.
| r.br. | ime i prezime          | politička stranka        | r.br. | ime i prezime            | politička stranka        |
| ----- | ---------------------- | ------------------------ | ----- | ------------------------ | ------------------------ |
| 1.    | Damir Bakić            | Možemo!                  | 25.   | Boris Lalovac            | SDP                      |
| 2.    | Gabriela Bošnjak       | HSLS                     | 26.   | Tomislav Medak           | Možemo!                  |
| 3.    | Teodor Celakoski       | Možemo!                  | 27.   | Sara Medved              | SDP                      |
| 4.    | Ema Culi               | HSU                      | 28.   | Ivica Mesić              | DP                       |
| 5.    | Ante Deur              | HDZ                      | 29.   | Neven Mikša              | HDZ                      |
| 6.    | Suzana Dobrić          | Možemo!                  | 30.   | Matej Mišić              | SDP                      |
| 7.    | Tomislav Domes         | Možemo!                  | 31.   | Ivka Odvorčić            | HNS                      |
| 8.    | Matko Dujmović         | Možemo!                  | 32.   | Ankica Penava Pejčinović | Možemo!                  |
| 9.    | Damir Firšt            | NL Marije Selak Raspudić | 33.   | Josip Periša             | NL Marije Selak Raspudić |
| 10.   | Zvonimir Glavaš        | Možemo!                  | 34.   | Marko Periša             | HDZ                      |
| 11.   | Trpimir Goluža         | NL Dina Dogan            | 35.   | Snježana Prusec-Kovačić  | SDP                      |
| 12.   | Zlatko Hasanbegović    | Blok za Hrvatsku         | 36.   | Milka Rimac Bilušić      | NL Marije Selak Raspudić |
| 13.   | Mislav Herman          | HDZ                      | 37.   | Marija Selak Raspudić    | NL Marije Selak Raspudić |
| 14.   | Marina Ivandić         | Možemo!                  | 38.   | Mauro Sirotnjak          | Možemo!                  |
| 15.   | Iva Ivšić              | Možemo!                  | 39.   | Maja Stojanović          | SDP                      |
| 16.   | Tomislav Jelić         | NL Tomislava Jonjića     | 40.   | Srđan Subotić            | SDP                      |
| 17.   | Tomislav Jonjić        | NL Tomislava Jonjića     | 41.   | Dorotea Šafranić         | Možemo!                  |
| 18.   | Tomislav Josić         | DP                       | 42.   | Daniela Širinić          | Možemo!                  |
| 19.   | Ivana Kekin            | Možemo!                  | 43.   | Davor Štern              | NL Servus Zagreb         |
| 20.   | Luka Kerečin           | Možemo!                  | 44.   | Kristina Tabak           | NL Marije Selak Raspudić |
| 21.   | Helena Kereta Telišman | Možemo!                  | 45.   | Dragana Turkalj          | NL Marije Selak Raspudić |
| 22.   | Marta Kiš              | Možemo!                  | 46.   | Karlo Vedak              | SDP                      |
| 23.   | Joško Klisović         | SDP                      | 47.   | Mario Župan              | HDZ                      |
| 24.   | Mislav Krasić          | NL Marije Selak Raspudić | Izvor | Izvor                    | Izvor                    |

## Predsjednik i potpredsjednici

### Predsjednik
Gradska skupština ima predsjednika koji se bira većinom glasova svih gradskih zastupnika.
Predsjednik Gradske skupštine
- predstavlja Gradsku skupštinu
- saziva sjednice Gradske skupštine, predlaže dnevni red, predsjeda sjednicama Gradske skupštine i potpisuje akte Gradske skupštine
- upućuje prijedloge ovlaštenih predlagatelja u propisani postupak
- brine se o izvršavanju odluka i drugih akata Gradske skupštine
- dostavlja Statut, Poslovnik, gradskih proračun i druge opće akte nadležnim tijelima u skladu sa zakonom
- usklađuje rad Gradske skupštine i njezinih radnih tijela
- brine se o ostvarivanju prava gradskih zastupnika
- održava red na sjednici
- određuje stanku na sjednici Gradske skupštine i utvrđuje njezino trajanje
- brine se o primjeni Poslovnika Gradske skupštine
- objavljuje rezultate glasovanja na sjednici
- surađuje s gradonačelnikom i predsjednicima vijeća gradskih četvrti
- određuje predstavnike Gradske skupštine u svečanim i drugim prigodama
- brine se o javnosti rada Gradske skupštine
- surađuje s predsjednicima predstavničkih tijela drugih jedinica lokalne i područne (regionalne) samouprave te
- obavlja i druge poslove zakonom, Statutom, odlukama Gradske skupštine i Poslovnikom.

Na konstituirajućoj sjednici Gradske skupštine održanoj 10. lipnja 2025. godine za predsjednika Gradske skupštine izabran je Matej Mišić, zastupnik Socijaldemokratske partije Hrvatske.

### Potpredsjednici
Gradska skupština ima najviše četiri potpredsjednika koje bira iz redova gradskih zastupnika.
Potpredsjednici Gradske skupštine
- pomažu u radu predsjedniku Gradske skupštine
- obavljaju određene poslove koje im iz svog djelokruga povjeri predsjednik Gradske skupštine
- pri obavljanju povjerenih poslova dužni su pridržavati se predsjednikovih uputa.

Ako je predsjednik odsutan, zamjenjuje ga jedan od potpredsjednika Gradske skupštine kojeg on odredi, a ako ga ne odredi, predsjednika zamjenjuje potpredsjednik biran iz reda gradskih zastupnika skupštinske većine.
Na konstituirajućoj sjednici Gradske skupštine održanoj 10. lipnja 2025. godine, za potpredsjednike Gradske skupštine izabrani su Marina Ivandić, Teodor Celakoski, Mislav Herman i Marija Selak Raspudić

### Predsjednici Gradske skupštine od 1990.
1. Boris Buzančić (HDZ): 1990. – 1993.
2. Ivan Parać (HDZ): 1993. – 1994.
3. Stjepan Brolich (HDZ): 1994. – 1996.
4. Zdravko Tomac (SDP): 1996. – 1997.
5. Zlatko Canjuga (HDZ): 1997. – 2000.
6. Franjo Zenko (HSLS): 2000. – 2000.
7. Goran Hill (HSLS): 2000. – 2001.
8. Velimir Srića (HNS): 2001. – 2002.
9. Morana Paliković Gruden (HNS): 2002. – 2005.
10. Tatjana Holjevac (NL Tatjane Holjevac): 2005. – 2009.
11. Boris Šprem (SDP): 2009. – 2012.
12. Davor Bernardić (SDP): 2012. – 2013.
13. Darinko Kosor (HSLS): 2013. – 2016.
14. Andrija Mikulić (HDZ): 2016. – 2019.
15. Drago Prgomet (HDZ): 2019. – 2020.
16. Mislav Herman (HDZ): 2020. – 2021.
17. Joško Klisović (SDP): 2021. – 2025.
18. Matej Mišić (SDP): 2025. – danas

## Vanjske poveznice
- Gradska skupština Grada Zagreba